# Jiří Sejbal
Jiří Sejbal (19. října 1929, Třebíč – 18. srpna 2004, Brno) byl český numismatik a ředitel Moravského zemského muzea. Na jeho počest se konala numismatická konference Sejbalovy numismatické dny.

## Biografie
V roce 1948 absolvoval Gymnázium v Třebíči, následně mezi lety 1948 a 1952 vystudoval historii na Filozofické fakultě Masarykovy univerzity. Po vystudování nastoupil jako učitel do školy v Jemnici, kde působil do roku 1953. V roce 1953 začal působil v numismatickém oddělení Moravského zemského muzea, kde pracoval až do roku 1989. V roce 1963 se stal kandidátem věd na FF MU a od roku 1964 pak přednášel numismatické předměty na katedře pomocných věd historických, archivnictví a archeologie na Filozofické fakultě MU, přednáškové činnosti na FF MU se věnoval až do 2004. V roce 1967 získal titul PhDr., od roku 1977 do roku 1990 byl ředitelem Moravského zemského muzea. Mezi tím byl v roce 1985 jmenován docentem, roku 1987 získal titul doktor věd a v roce 1993 byl jmenován profesorem. Mezi lety 1991 a 1994 přednášel na vídeňské univerzitě a od roku 1995 až do své smrti v roce 2004 přednášel numismatické předměty na Ekonomickosprávní fakultě Masarykovy univerzity. V roce 1999 obdržel Cenu rektora MU. Obdržel také Řád za zásluhy o polskou kulturu, Medaili Gottfrieda Sempera (Státní umělecké sbírky v Drážďanech) a Medaili Kurta Reglinga (Státní muzea v Berlíně). Zemřel v roce 2004 v Brně, pohřben byl na Ústředním hřbitově v Brně.

## Členství v organizacích
- Česká numismatická společnost (mezi lety 1977 a 1979 jí předsedal)
- Numismatická komise ČSAV (mezi lety 1977 a 1991 jí předsedal)
- Numizmatická komise SAV
- Numismatická komise při Ústředním muzeologickém kabinetu NM (mezi lety 1976 a 1991 jí předsedal)
- Moravská numismatická sekce
- Numismatická komise Rakouské akademie věd
- Mezinárodní výbor pro archeologická a historická muzea,
- Národní komité ICOM při organizaci UNESCO

## Dílo
- Moravská mince doby husitské, Brno,1965
- Dějiny peněz na Moravě, Brno, 1979
- Numismatické oddělení Moravského muzea v Brně, Brno, 1979
- Základy peněžního vývoje, Brno, 1997